# Persone di nome Nico
| Questa pagina contiene informazioni ricavate automaticamente dalle voci biografiche con l'ausilio del template Bio e di un bot. L'aggiornamento è periodico e automatico e ricostruisce completamente la pagina. Se manca una persona in questa lista, sei pregato di non aggiungerla, ma accertati piuttosto che la sua voce biografica contenga il template Bio e che i dati anagrafici siano correttamente compilati. Se il template Bio manca, inseriscilo tu stesso o, in alternativa, metti l'avviso {{tmp\|Bio}} che ne segnala la mancanza. Se i dati riportati sono sbagliati, correggi direttamente la voce biografica; le modifiche saranno visibili in questa lista entro pochi giorni. Per chiarimenti vedi il progetto antroponimi. La lista contiene solo le 66 persone che sono citate nell'enciclopedia e per le quali è stato implementato correttamente il template Bio. Pagina aggiornata al 22 lug 2025. |

Questa è una lista di persone presenti nell'enciclopedia che hanno il nome Nico, suddivise per attività principale.

## Allenatori di calcio(2)
- Nico Facciolo, allenatore di calcio e ex calciatore italiano (Montagnana, n. 1962)
- Nico Pulzetti, allenatore di calcio e ex calciatore italiano (Rimini, n. 1984)

## Allenatori di calcio a 5(1)
- Nico Papanicolaou, allenatore di calcio a 5 e ex giocatore di calcio a 5 belga (n. 1960)

## Allenatori di pallavolo(1)
- Nico Freriks, allenatore di pallavolo e ex pallavolista olandese (Uden, n. 1981)

## Astronomi(1)
- Nico Montigiani, astronomo italiano (n. 1971)

## Attori(7)
- Nico Engelschman, attore, attivista e partigiano olandese (Amsterdam, n. 1913 - Amsterdam, † 1988)
- Nico Evers-Swindell, attore neozelandese (Wellington, n. 1979)
- Nico Greetham, attore e ballerino statunitense (Woodbridge, n. 1995)
- Nico Lathouris, attore, regista teatrale e sceneggiatore australiano
- Nico Mirallegro, attore britannico (Manchester, n. 1991)
- Nico Salatino, attore e comico italiano (Bari, n. 1953)
- Nico Santos, attore statunitense (Manila, n. 1979)

## Attrici(1)
- Nico Parker, attrice britannica (Londra, n. 2004)

## Bobbisti(1)
- Nico Walther, ex bobbista e ex slittinista tedesco (Freital, n. 1990)

## Calciatori(17)
- Nico Abegglen, ex calciatore svizzero (Staad, n. 1990)
- Nico Braun, ex calciatore lussemburghese (Lussemburgo, n. 1950)
- Nico de Bree, calciatore olandese (Utrecht, n. 1944 - † 2016)
- Nico Broeckaert, ex calciatore belga (Zottegem, n. 1960)
- Nico Elvedi, calciatore svizzero (Zurigo, n. 1996)
- Nico Gordon, calciatore montserratiano (Birmingham, n. 2002)
- Nico Hug, calciatore tedesco (n. 1998)
- Nico Jansen, ex calciatore olandese (Amsterdam, n. 1953)
- Nico Mantl, calciatore tedesco (Monaco di Baviera, n. 2000)
- Nico Neidhart, calciatore tedesco (Flensburgo, n. 1994)
- Nico O'Reilly, calciatore inglese (Manchester, n. 2005)
- Nico Rijnders, calciatore olandese (Breda, n. 1947 - Bruges, † 1976)
- Nico Rohmann, ex calciatore lussemburghese (n. 1952)
- Nico Schlotterbeck, calciatore tedesco (Waiblingen, n. 1999)
- Nico Schulz, calciatore tedesco (Berlino, n. 1993)
- Nico Siegrist, calciatore svizzero (Lucerna, n. 1991)
- Nico Van Kerckhoven, ex calciatore belga (Lier, n. 1970)

## Cantanti(2)
- Nico Lo Muto, cantante italiano (Bari, n. 1943 - Boston, † 2018)
- Nico Santos, cantante e cantautore tedesco (Brema, n. 1993)

## Ciclisti su strada(4)
- Nico Denz, ciclista su strada tedesco (Waldshut-Tiengen, n. 1994)
- Nico Kuypers, ex ciclista su strada belga (Dixmude, n. 1974)
- Nico Mattan, ex ciclista su strada belga (Izegem, n. 1971)
- Nico Sijmens, ex ciclista su strada belga (Diest, n. 1978)

## Critici teatrali(1)
- Nico Garrone, critico teatrale, drammaturgo e sceneggiatore italiano (Roma, n. 1940 - Roma, † 2009)

## Disegnatori(1)
- Nico Pillinini, disegnatore, pittore e giornalista italiano (Valenciennes, n. 1951)

## Editori(1)
- Nico Colonna, editore e direttore artistico italiano (Milano, n. 1956)

## Fondisti di corsa in montagna‎(1)
- Nico Valsesia, fondista di corsa in montagna e ciclista italiano (Borgomanero, n. 1971)

## Fumettisti(1)
- Nico Rosso, fumettista italiano (Torino, n. 1910 - Brasile, † 1981)

## Giocatori di football americano(2)
- Nico Collins, giocatore di football americano statunitense (Pinson, n. 1999)
- Nico Johnson, giocatore di football americano statunitense (Andalusia, n. 1990)

## Giornalisti(2)
- Nico Piro, giornalista e blogger italiano (Salerno, n. 1971)
- Nico Sapio, giornalista e telecronista sportivo italiano (Novara, n. 1929 - Brema, † 1966)

## Mezzofondisti(1)
- Nico Motchebon, ex mezzofondista e pentatleta tedesco (Berlino, n. 1969)

## Musicisti(2)
- Mr. Putiferio, musicista, compositore e arrangiatore italiano (Bari)
- Nico Muhly, musicista, compositore e produttore discografico statunitense (Randolph, n. 1981)

## Pianisti(1)
- Nico Morelli, pianista e compositore italiano (Taranto, n. 1965)

## Piloti automobilistici(2)
- Nico Müller, pilota automobilistico svizzero (Thun, n. 1992)
- Nico Rosberg, ex pilota automobilistico tedesco (Wiesbaden, n. 1985)

## Piloti motociclistici(1)
- Nico Vivarelli, pilota motociclistico italiano (Grosseto, n. 1986)

## Politici(1)
- Nico D'Ascola, politico italiano (Reggio Calabria, n. 1954)

## Psicologi(1)
- Nico Henri Frijda, psicologo e docente olandese (Amsterdam, n. 1927 - Amsterdam, † 2015)

## Pugili(1)
- Nico Hernández, pugile statunitense (Wichita, n. 1996)

## Rapper(1)
- Nico Suave, rapper tedesco (Menden, n. 1979)

## Registi(2)
- Nico Casavecchia, regista argentino (Buenos Aires, n. 1981)
- Nico Cirasola, regista, attore e sceneggiatore italiano (Gravina in Puglia, n. 1951 - Roma, † 2023)

## Saggisti(1)
- Nico Perrone, saggista e storico italiano (Bari, n. 1935)

## Sciatori freestyle(1)
- Nico Porteous, sciatore freestyle neozelandese (Hamilton, n. 2001)

## Scrittori(1)
- Nico Valerio, scrittore e divulgatore scientifico italiano

## Skeletonisti(1)
- Nico Baracchi, skeletonista e bobbista svizzero (Celerina, n. 1957 - Celerina, † 2015)

## Slittinisti(1)
- Nico Gleirscher, slittinista austriaco (n. 1997)

## Tennistavolisti(1)
- Nico Christ, tennistavolista tedesco (Tubinga, n. 1981)

## Tuffatori(1)
- Nico Herzog, tuffatore tedesco (n. 1997)